# Masacre de Bowling Green
La «masacre de Bowling Green» es un incidente inexistente mencionado por la consejera del presidente de los Estados Unidos Kellyanne Conway en entrevistas con Cosmopolitan y TMZ el 29 de enero de 2017 y en una entrevista en el programa de noticias de televisión de MSNBC Hardball with Chris Matthews el 2 de febrero de 2017. Conway citó la «masacre» como justificación para una prohibición de viaje e inmigración de siete países de mayoría musulmana promulgada por el presidente de los Estados Unidos, Donald Trump. Sin embargo, tal masacre nunca se produjo. Conway dijo más adelante que ella quiso referirse a la detención en 2011 de dos refugiados iraquíes en Bowling Green, Kentucky por cargos de terrorismo, incluyendo «intentar proporcionar apoyo material a terroristas y a Al Qaeda en Irak».
La declaración errónea de Conway en Hardball se volvió viral. La frase se convirtió en el tema de tendencia en Twitter, con muchos de los tuits parodiando la declaración. Se creó un sitio web anónimo con el fin de recaudar donaciones para las víctimas de la masacre imaginaria. Usuarios de Facebook utilizaron la función de comprobación de seguridad del sitio para fingir que el evento era real. Además, se celebraron vigilias en Kentucky y Nueva York para conmemorar la inexistente masacre. También provocó una reacción generalizada de la prensa, con muchas fuentes relacionadas con el uso anterior de Conway de la frase «hechos alternativos» para describir las declaraciones infundadas del Secretario de Prensa de la Casa Blanca Sean Spicer a raíz de la investidura presidencial de Donald Trump.
El día después de la entrevista en Hardball, Conway dijo que se había expresado mal y que se refería a la detención de los dos iraquíes. Indicó que había mencionado el incidente porque llevó al presidente Barack Obama a reforzar los procedimientos de inmigración para los ciudadanos iraquíes. The Washington Post lo consideró «un lapsus línguae» poco probable, señalando que ella lo había dicho en tres entrevistas separadas.

## Antecedentes

### Detenciones en Bowling Green relacionadas con terrorismo

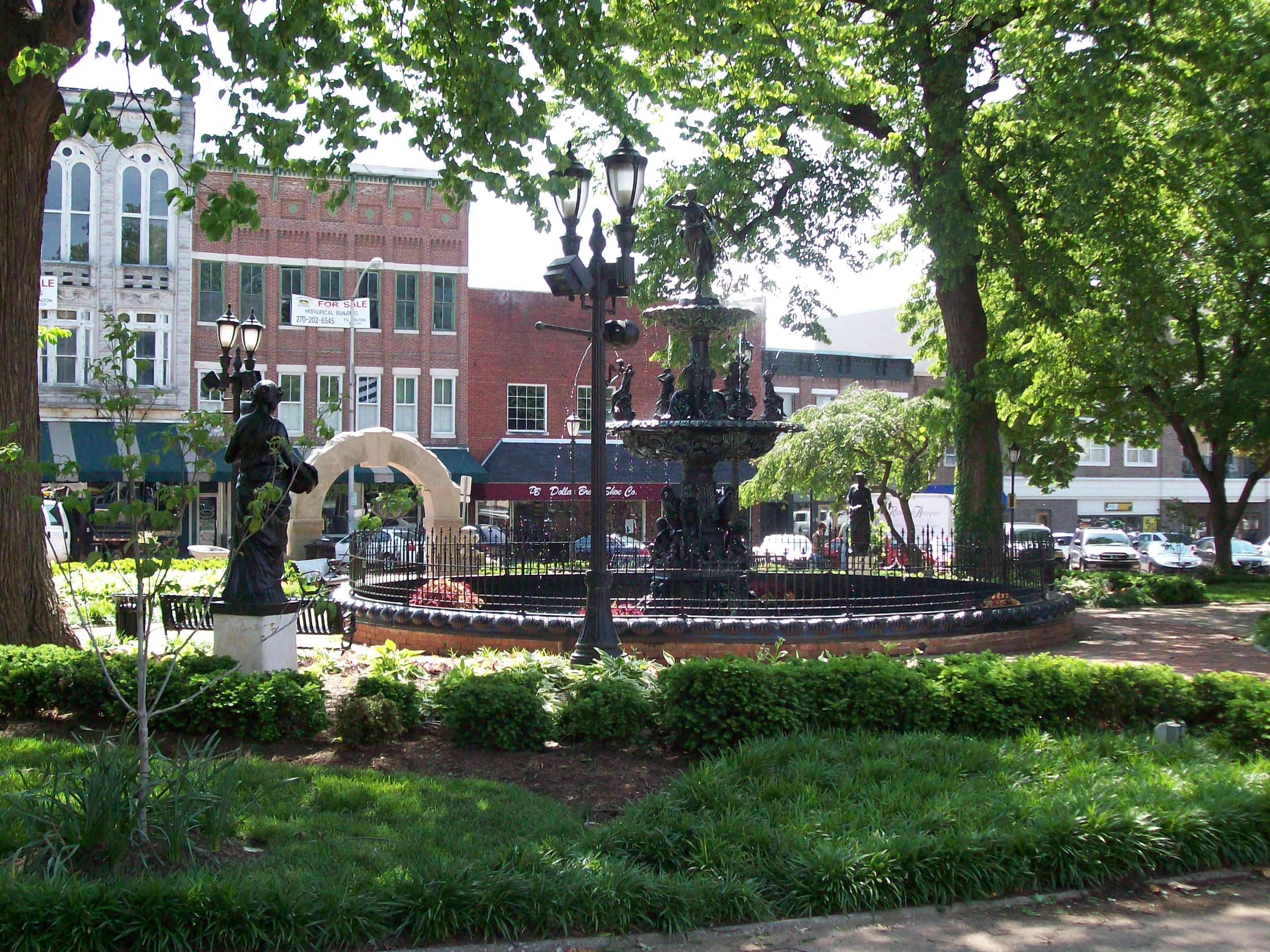
Bowling Green, Kentucky, el blanco de la «masacre» mencionada por Conway.

En 2011, dos hombres iraquíes que ingresaron a Estados Unidos como refugiados fueron detenidos en Bowling Green, Kentucky. Fueron acusados de terrorismo federal porque habían intentado enviar dinero y armas a Al Qaeda en Irak. Fueron condenados por apoyar ataques a tropas estadounidenses mientras estaban en Irak, así como por intentar proporcionar apoyo material a al Qaeda en Irak después de que se trasladaron a los Estados Unidos. Se realizaron arrestos por diversos cargos, entre ellos «intentar proporcionar apoyo material a terroristas y a Al Qaeda en Irak».
Antes de entrar en los Estados Unidos, ambos habían utilizado artefactos explosivos improvisados en Irak, aunque esto no se conocía en el momento de su admisión a los Estados Unidos. Los dos hombres se declararon culpables; uno está cumpliendo una sentencia de cadena perpetua mientras que el otro cumple 40 años en una prisión federal. Los dos hombres nunca atacaron a nadie en los Estados Unidos, y no había evidencia de que los hombres habían viajado de regreso al Medio Oriente o habían tenido contacto con el Estado Islámico después de ser admitidos en los Estados Unidos. Ninguno de los dos fue acusado de conspirar ataques dentro de los Estados Unidos.
Como respuesta directa a sus arrestos, la administración del presidente Barack Obama revisó a 58 000 refugiados ya en el país, impuso el control de 25 000 ciudadanos iraquíes que aún permanecían en Irak y reforzó significativamente el procesamiento de solicitudes iraquíes de visa y refugio por seis meses. Obama también estableció un requisito para nuevos controles de antecedentes de los solicitantes de visado de Irak; como resultado, las visas de viaje de Irak fueron emitidas más lentamente. Los cambios en la verificación de visados fueron temporales y algunos refugiados iraquíes continuaron siendo admitidos en los Estados Unidos durante todo el período.

### Otras posibles declaraciones erróneas
En septiembre de 2014, en Fox News Sunday, el representante estadounidense Peter T. King de Nueva York se refirió a la detención en 2011 de ciudadanos iraquíes en Kentucky como un intento de «atacar Fort Campbell o Fort Knox». El sitio de verificación de hechos PolitiFact, que evaluó la afirmación como falsa, encontró que había hecho declaraciones similares al menos siete veces anteriormente.
El 29 y 30 de enero de 2017, el Secretario de Prensa de la Casa Blanca, Sean Spicer, declaró que musulmanes perpetraron un ataque terrorista en Atlanta, a pesar de que Atlanta nunca ha tenido un ataque terrorista perpetrado por islamistas. El comentario inicial fue hecho en el programa This Week de ABC y luego Spicer repitió la declaración en Morning Joe de MSNBC al día siguiente. Hubo dos atentados terroristas en Atlanta, el atentado terrorista en Atlanta 1996 y el ataque con bomba del Templo de la Congregación Benevolente Hebrea en 1958, pero ambos fueron llevados a cabo por terroristas domésticos (el ataque de Atlanta 1996 fue motivado por sentimiento en contra de la homosexualidad y el aborto, mientras que el ataque con bomba al templo fue llevado a cabo por un supremacista blanco). Las afirmaciones de Spicer dibujaron comparaciones con las declaraciones igualmente falsas de Conway.
El 31 de enero, dos días antes de la entrevista con Conway, el senador de Kentucky Rand Paul hizo referencia al caso de 2011 en una entrevista con MSNBC, mencionando «la posibilidad o el intento de bombardeo en Bowling Green, Kentucky, donde vivo». The Washington Post señaló que Paul «está en terreno más sólido que Conway» porque los ciudadanos iraquíes discutieron bombardeo de un objetivo del Ejército en los Estados Unidos, aunque ninguno de ellos fue acusado de hacer planes reales para hacerlo.

## Declaraciones de Conway

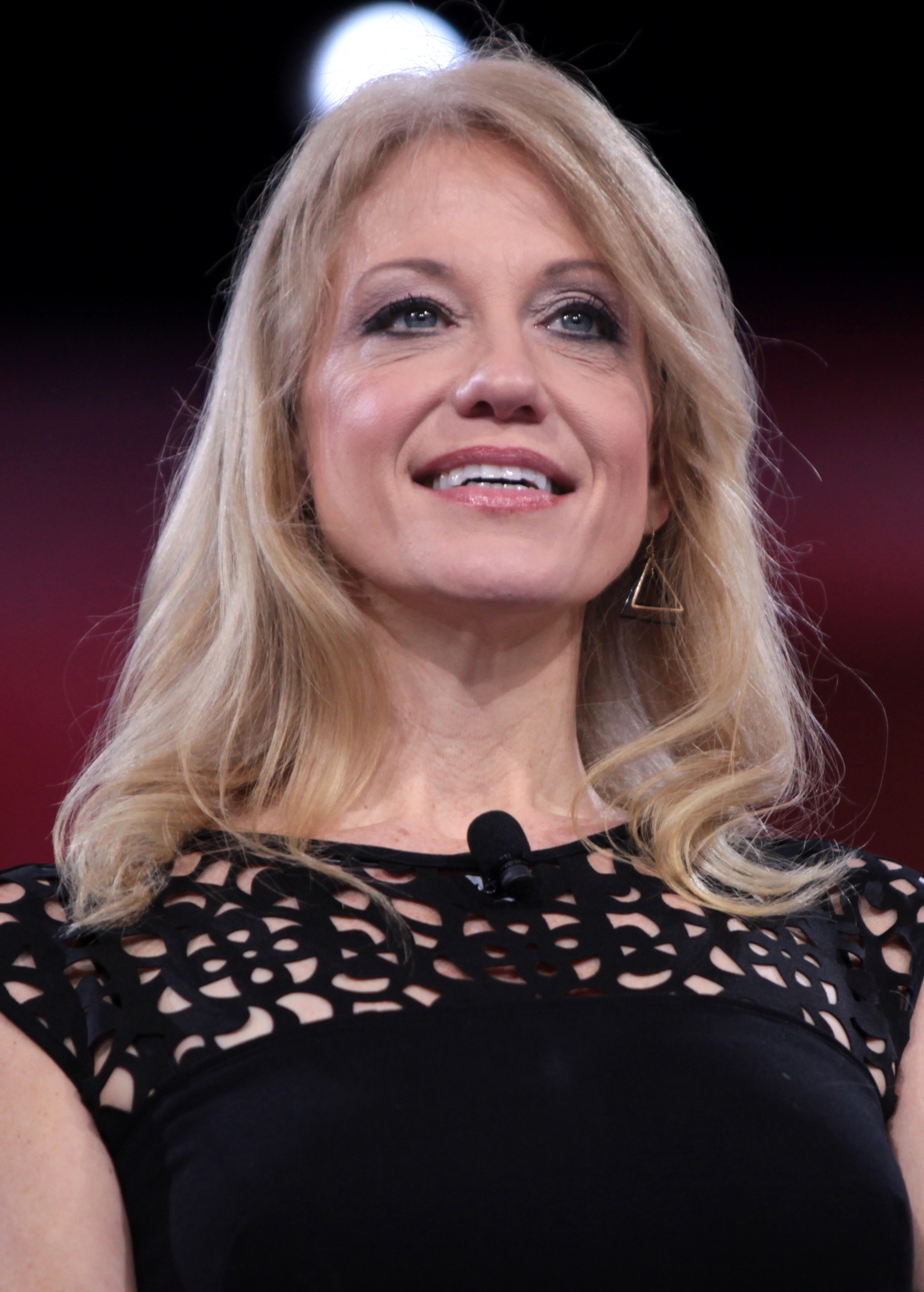
Kellyanne Conway.

El 2 de febrero de 2017, en una entrevista con Chris Matthews en Hardball with Chris Matthews de MSNBC, Conway describió la «masacre de Bowling Green» como un ataque llevado a cabo en Estados Unidos por terroristas que habían sido admitidos en los Estados Unidos como refugiados. Conway dijo:

Apuesto a que hubo muy poca cobertura. Apuesto a que es una nueva información para la gente que el presidente Obama tuvo una prohibición de seis meses en el programa de refugiados iraquíes después de que dos iraquíes vinieron aquí a este país, se radicalizaron y fueron los cerebros detrás de la masacre de Bowling Green. Quiero decir, la mayoría de la gente no lo sabe porque no se cubrió.

Tres días antes, el 29 de enero, Conway había hecho declaraciones similares a Cosmopolitan y TMZ. Estas declaraciones no se hicieron públicas hasta después de su entrevista en MSNBC. En la entrevista con Cosmopolitan, Conway dijo que Obama había limitado la inmigración iraquí porque «dos ciudadanos iraquíes vinieron a este país, se unieron al Estado Islámico, viajaron de regreso al Medio Oriente para recibir entrenamiento y refinar sus habilidades de terrorismo, y regresaron aquí y fueron los maestros detrás de la masacre de Bowling Green que se llevó las vidas de soldados inocentes». En una breve entrevista con TMZ, dijo: «Lo hizo porque, supongo, había dos iraquíes que vinieron aquí, se radicalizaron, se unieron al Estado Islámico y luego fueron los cerebros detrás del ataque de Bowling Green a nuestros valientes soldados».

## Consecuencias
El 3 de febrero, al día siguiente de su entrevista con MSNBC, Conway dijo que se equivocó y que pretendía usar el término «terroristas de Bowling Green» en lugar de «masacre de Bowling Green», refiriéndose a los dos hombres iraquíes arrestados en 2011. Posteriormente, The Washington Post señaló las declaraciones previas de Conway, en las que había hecho referencia a la masacre no existente, que indicaba que «no parece haber sido mal interpretada».
La declaración de Conway de que los hombres se «radicalizaron» en los Estados Unidos resultó ser incorrecta, ya que se habían radicalizado fuera del país. La declaración de Conway de que el presidente Barack Obama «tenía una prohibición de seis meses en el programa de refugiados iraquíes» también era falsa, como lo señalaron varios medios de verificación de hechos. Contrariamente a las afirmaciones de Conway, no hubo pruebas de que los hombres habían viajado de regreso al Medio Oriente o habían tenido contacto con el Estado Islámico después de ser admitidos en los Estados Unidos. Ninguno de los dos fue acusado de conspirar ataques dentro de los Estados Unidos.
Conway, en su declaración del 3 de febrero, dijo que no hubo cobertura de la investigación de Bowling Green, a lo cual ella pretendía referirse. De hecho, aproximadamente 90 periódicos cubrieron la detención y los cargos en ese momento. La declaración de Conway el 3 de febrero citó un ejemplo de esa cobertura, sin reconocer que su afirmación de que «no fue cubierta» era también incorrecta.
El 5 de febrero, CNN optó por rechazar una entrevista con Conway, en parte debido a «serias dudas sobre su credibilidad» y en parte porque CNN no pudo conseguir a Mike Pence, a quien la administración puso a disposición de todos los otros principales programas dominicales. Ese día, Conway dijo en un intercambio de texto: «Francamente eran terroristas en Bowling Green, pero su masacre tuvo lugar en Irak». Dos días después, ella estaba en CNN siendo entrevistada en el aire por Jake Tapper. En la entrevista, Conway se disculpó por referirse repetidamente a una «masacre de Bowling Green» que no ocurrió.

## Reacciones
El clip de vídeo de Conway hablando de la «masacre de Bowling Green» se volvió viral en línea, con la frase convirtiéndose en el tema más importante en Twitter. Los usuarios en Twitter afirmaron que a pesar de la aclaración de Conway, la sustitución de «terroristas» por «masacre» en su declaración no tiene sentido. Su afirmación fue ridiculizada en Twitter y otras plataformas con personas creando falsos homenajes. Se creó un sitio web anónimo con el fin de recaudar donaciones para las víctimas de la masacre imaginaria; el enlace de donación en el sitio web va a la página de donación de la ACLU. Usuarios de Facebook se burlaron de la masacre de Bowling Green usando la función de verificación de seguridad de Facebook para fingir que el evento era real. En el parque Bowling Green de la ciudad de Nueva York, la gente celebró una vigilia simulada para conmemorar a las «víctimas» de la «masacre». Otra vigilia simulada tuvo lugar el 3 de febrero de 2017, en Bowling Green, Kentucky. La respuesta en el subreddit /r/The Donald fue «variada… y bastante enmudecida», con algunos redditores especulando que era una parte intencional de una estrategia más amplia de la administración Trump.
Samantha Schmidt escribió en The Washington Post: «Conway ha llevado 'hechos alternativos' a un nuevo nivel». The Atlantic escribió que su «declaración falsa destaca porque es a la vez incorrecta y tiene el potencial de ser extremadamente inflamatoria». Brian Stelter en la CNN criticó a la administración Trump por «atacar» a los medios acusándolos de dar noticias falsas, pero ser leniente con el error de Conway. La periodista británica Marina Hyde escribió una columna en The Guardian que criticaba a la administración Trump por crear una masacre de ficción cuando estaba en silencio en el tiroteo de una mezquita de Quebec. La reportera de Cosmopolitan Kristen Mascia dijo: «No me sorprendió que el comentario fuera premeditado y que lo haya probado con múltiples escritores (quién sabe con quién más lo audicionó, con franqueza). Pero hay otros que no saben esto de ella, y deben hacerlo, debemos llamarle la atención a la Casa Blanca por cosas como esta porque es flagrante y totalmente inaceptable». Después de que Chelsea Clinton publicó un tuit que decía, en parte, «Por favor no inventen ataques», Conway respondió a ella en Twitter diciendo «Mentira de Bosnia es un gran recordatorio», refiriéndose a cómo la madre de Clinton, Hillary, afirmó aterrizar en Bosnia «bajo fuego de francotirador» durante la guerra de Bosnia, lo que luego se reveló era falso.
A.C. Thompson, escribiendo en The New York Times sobre terrorismo de extrema derecha, mencionó el caso de Richard Schmidt en 2012, acusado de posesión ilícita de armas de fuego y productos falsificados en su residencia de Toledo, Ohio, y su tienda en Bowling Green, Ohio.
El alcalde de Bowling Green, Kentucky, emitió una declaración aclarando que «no hubo una masacre en Bowling Green», agregando que entiende «cómo durante una entrevista en vivo se puede hablar mal y apreciamos la aclaración».
La declaración de Conway fue parodiada en un segmento de la temporada 42 de Saturday Night Live. En la apertura del episodio 13 de la temporada, Alec Baldwin, interpretando el papel de Donald Trump, dijo sobre la masacre de Bowling Green, «Mucha gente murió, pero en realidad ellos son los afortunados. Ellos no tienen que ver lo malo que se ha vuelto The Apprentice».